# Razianus birulai
Espèce
Razianus birulai est une espèce de scorpions de la famille des Buthidae.

## Distribution
Cette espèce est endémique du Baloutchistan au Pakistan. Elle se rencontre vers Loralai.

## Description
Le mâle holotype mesure 26,5 mm, le mâle paratype 26,0 mm et la femelle paratype 28,9 mm.

## Étymologie
Cette espèce est nommée en l'honneur d'Alexei Andreevich Byalynitsky-Birula.

## Publication originale
- Tahir, Navidpour & Prendini, 2014 : « First reports of Razianus (Scorpiones, Buthidae) from Iraq and Pakistan, descriptions of two new species, and redescription of Razianus zarudnyi. » American Museum novitates, no 3806, p. 1-26 (texte intégral).